# Rhytiphora cinnamomea
Rhytiphora cinnamomea là một loài bọ cánh cứng trong họ Cerambycidae.